# Saint-Jean-aux-Amognes
Saint-Jean-aux-Amognes település Franciaországban, Nièvre megyében. Lakosainak száma 526 fő (2022. január 1.). Saint-Jean-aux-Amognes Saint-Sulpice, La Fermeté, Montigny-aux-Amognes, Saint-Benin-d’Azy, Saint-Firmin és Sauvigny-les-Bois községekkel határos.

## Népesség
A település népessége az elmúlt években az alábbi módon változott:
| Lakosok száma | 516  | 509  | 508  | 492  | 484  | 484  | 484  | 505  | 526  |
|               | 2013 | 2015 | 2016 | 2017 | 2018 | 2019 | 2020 | 2021 | 2022 |